# Koltókatalin
Koltókatalin (Cătălina), település Romániában, a Partiumban, Máramaros megyében.

## Fekvése
Koltó mellett fekvő település.

## Története
Koltókatalin (Cătălina) korábban Koltó része volt.
1956-ban vált önálló településsé, 231 lakossal.
A 2002-es népszámláláskor 289 lakosából 23 román, 265 magyar volt.

## Hivatkozások

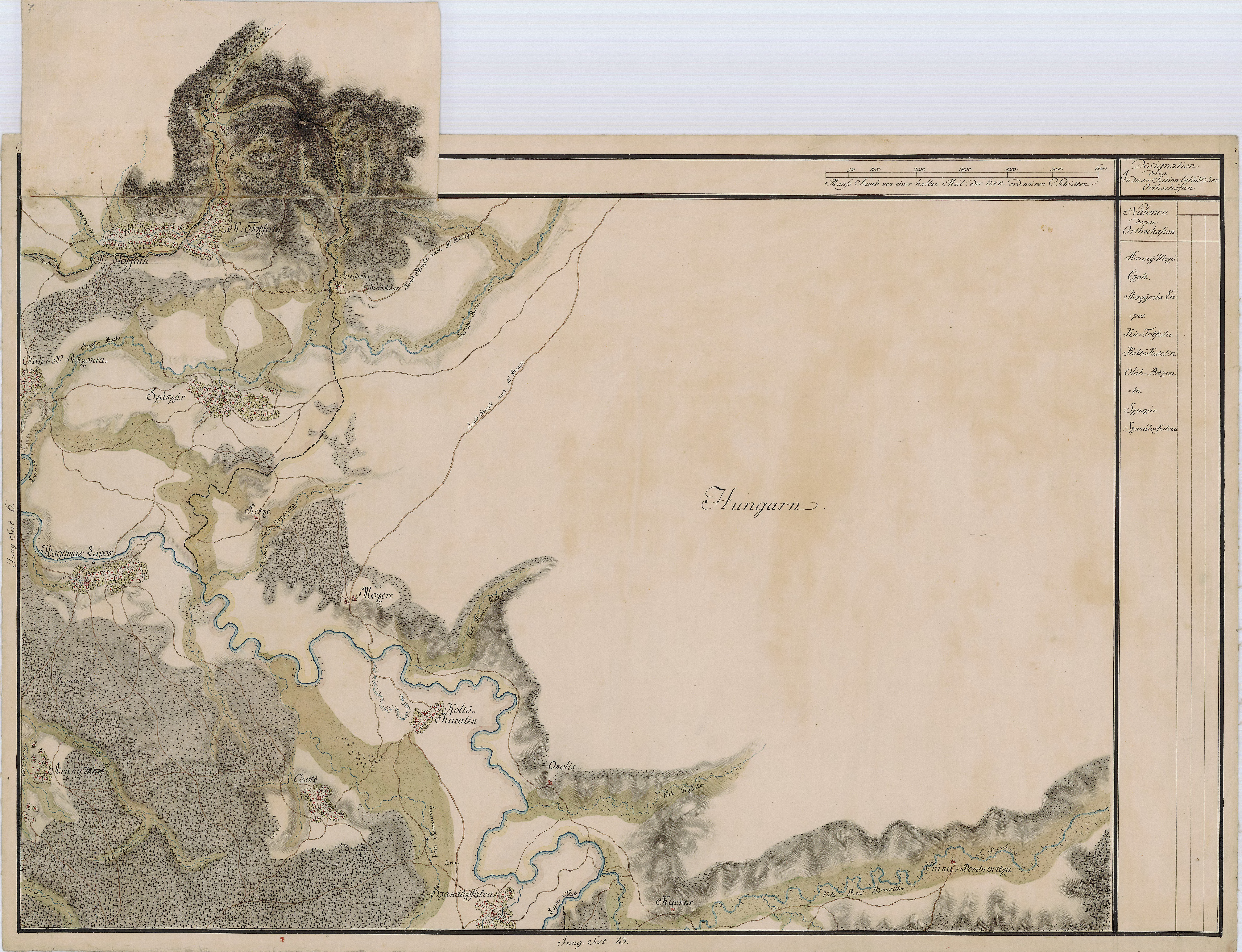